# Nani Bregwadze
Nani Bregwadze (gruz. ნანი ბრეგვაძე; ros. Нани Георгиевна Брегвадзе, Nani Gieorgijewna Bregwadze; ur. 21 lipca 1936 w Tbilisi) – radziecka i gruzińska śpiewaczka, pianistka i pedagog. Zasłużona Artystka Gruzji (1968), Ludowa Artystka Gruzji (1974), Ludowy Artysta ZSRR (1983).
Matka Nani – Olga Mikeladze – pochodziła z arystokratycznej rodziny książęcej, jej ojciec Giorgi Bregwadze był aktorem. Prababka Nani była zawodową śpiewaczką, Olga śpiewała i grała na pianinie, ojciec także bardzo dobrze śpiewał.
W 1963 Nani ukończyła Tbiliskie Konserwatorium Państwowe w klasie fortepianu prof. Gaiane Maczutadze, ukończyła również Tbiliski Instytut Politechniczny. Była solistką państwowej orkiestry „Rera”, następnie solistką wokalno-instrumentalnego zespołu „Orera”. W połowie lat siedemdziesiątych rozpoczęła karierę solową. Wielokrotnie występowała w paryskiej „Olimpii” na zaproszenie Bruno Kokatriksa.
W latach sześćdziesiątych występowała z rosyjskimi i cygańskimi romansami. Wystąpiła w filmie – muzikalu „Orera, połnyj wpieriod|”.
W 2010 odznaczona Prezydenckim Orderem Doskonałości.